# Borarsenid
Borarsenid ist ein III-V-Verbindungshalbleiter bestehend aus den beiden Elementen Bor und Arsen. Es sind zwei unterschiedliche chemische Verbindungen unter diesem Namen bekannt, die die Summenformel BAs und B12As2 (Borsubarsenid) besitzen.

## Gewinnung und Darstellung
Borarsenid kann durch Reaktion von Bor mit Arsen bei 1200 °C unter hohem Druck gewonnen werden.

## Eigenschaften
Borarsenid ist ein Halbleiter mit einer Zinkblende-Struktur und einem Bandabstand von 1,5 eV.